# Romagnano Sesia
Romagnano Sesia (piemontesisch Rumagnän) ist eine Gemeinde mit 3702 Einwohnern (Stand 31. Dezember 2023) in der italienischen Provinz Novara (NO), Region Piemont.
Die Nachbargemeinden sind Cavallirio, Fontaneto d’Agogna, Gattinara, Ghemme, Prato Sesia und Serravalle Sesia.

## Geographie
Der Ort liegt auf einer Höhe von 266 m über dem Meeresspiegel. Das Gemeindegebiet umfasst eine Fläche von 18 km².

## Söhne und Töchter der Gemeinde
- Giovanni Battista Crespi, genannt Il Cerano (1573–1632), Maler und Bildhauer[2]
- Maria Adriana Prolo (1901–1991), Filmwissenschaftlerin und Historikerin
- Lorenzo Kardinal Antonetti (1922–2013), Kurienkardinal der römisch-katholischen Kirche